# Libor Radimec
Libor Radimec (Ostrava, 22 de maio de 1950) é um ex-futebolista profissional tcheco que atuava como defensor, campeão olímpico em Moscou 1980

## Carreira
Libor Radimec representou o seu país nos Jogos Olímpicos de Verão de 1980, conquistando a medalha de ouro.